# 온의동 롯데캐슬 스카이클래스
온의동 롯데캐슬 스카이클래스(영어: Onui-dong LOTTE CASTLE Sky Class)는 대한민국 강원특별자치도 춘천시 온의동에 위치한 아파트 단지이며, 최고 39층의 높이로 2017년 기준 강원특별자치도에서 가장 높은 아파트이다. 최고 39층, 최저 33층, 지하 2층이며 128m의 높이다. 완공 후에 입주하였다.

## 논란
2017년 6월 13일 양수기함이 터져 물이 새고 있고 엘리베이터 운행이 중단되었고 주민들의 불편하다고 느꼈다.

## 같이 보기
- 강원특별자치도의 마천루 목록